# Diego Ulissi
Diego Ulissi (ur. 15 lipca 1989 w Cecina) – włoski kolarz szosowy.
Jego największe dotychczasowe sukcesy to osiem etapowych zwycięstw w Giro d’Italia (2011, 2014, 2015, 2016 i 2020) oraz zwycięstwo w Grand Prix Cycliste de Montréal 2017. Dwukrotny mistrz świata juniorów ze startu wspólnego (2006, 2007).

## Najważniejsze osiągnięcia
2006
- 1. miejsce w mistrzostwach świata juniorów (start wspólny)

2007
- 1. miejsce w mistrzostwach świata juniorów (start wspólny)

2010
- 1. miejsce w Gran Premio Industria e Commercio di Prato

2011
- 1. miejsce na 17. etapie Giro d’Italia
- 1. miejsce w Dirka po Sloveniji
  - 1. miejsce na 2. etapie
- 2. miejsce w Settimana Internazionale di Coppi e Bartali

2012
- 1. miejsce w Gran Premio Industria e Commercio Artigianato Carnaghese
- 2. miejsce w Mediolan-Turyn
- 3. miejsce w Settimana Internazionale di Coppi e Bartali
  - 1. miejsce na 3. i 4. etapie

2013
- 2. miejsce w Gran Premio Città di Camaiore
- 2. miejsce w Gran Premio Costa degli Etruschi
- 7. miejsce w Paryż-Nicea
- 1. miejsce w Settimana Internazionale di Coppi e Bartali
  - 1. miejsce na 2. etapie
- 1. miejsce na 1. etapie Tour de Pologne
- 1. miejsce w Mediolan-Turyn
- 1. miejsce w Coppa Sabatini
- 1. miejsce w Giro dell’Emilia

2014
- 3. miejsce w Tour Down Under
  - 1. miejsce na 2. etapie Tour Down Under
- 1. miejsce w Gran Premio Città di Camaiore
- 1. miejsce na 5. i 8. etapie Giro d’Italia

2015
- 1. miejsce na 7. etapie Giro d’Italia
- 6. miejsce w Tour de Pologne
- 5. miejsce w Grand Prix Cycliste de Québec
- 1. miejsce w Memorial Marco Pantani

2016
- 3. miejsce w Gran Premio Costa degli Etruschi
- 2. miejsce w Gran Premio di Lugano
- 1. miejsce na 4. i 11. etapie Giro d’Italia
- 3. miejsce w Grand Prix Cycliste de Montréal
- 3. miejsce w Abu Dhabi Tour

2017
- 5. miejsce w Tour Down Under
- 1. miejsce w Grand Prix Cycliste de Montréal
- 1. miejsce w Presidential Cycling Tour of Turkey
  - 1. miejsce na 4. etapie

2018
- 9. miejsce w Tour de Suisse
  - 1. miejsce na 5. etapie

2019
- 3. miejsce w La Flèche Wallonne
- 1. miejsce w Gran Premio di Lugano
- 1. miejsce w Dirka po Sloveniji
  - 1. miejsce na 3. etapie
- 1. miejsce w próbie przedolimpijskiej
- 3. miejsce w Tour de Pologne
- 4. miejsce w Grand Prix Cycliste de Québec
- 2. miejsce w Grand Prix Cycliste de Montréal

2020
- 2. miejsce w Tour Down Under
- 5. miejsce w Tour de Pologne
- 2. miejsce w Giro del Piemonte
- 3. miejsce w Giro dell’Emilia
- 1. miejsce w Tour de Luxembourg
  - 1. miejsce na 1. i 4. etapie
- 1. miejsce na 2. i 13. etapie Giro d’Italia

2021
- 2. miejsce w Dirka po Sloveniji
  - 1. miejsce na 4. etapie
- 1. miejsce w Settimana Ciclistica Italiana
  - 1. miejsce na 1. i 4. etapie
- 4. miejsce w Tour de Pologne
- 3. miejsce w Giro di Toscana

2022
- 1. miejsce w GP Industria & Artigianato di Larciano
- 2. miejsce w Tour du Limousin
  - 1. miejsce na 3. etapie

2023
- 1. miejsce na 4. etapie Tour of Oman
- 3. miejsce w Dirka po Sloveniji

2024
- 3. miejsce w Settimana Internazionale di Coppi e Bartali
- 1. miejsce na 2. etapie
- 1. miejsce w Tour of Austria
  - 1. miejsce w klasyfikacji punktowej
  - 1. miejsce na 3. etapie
- 3. miejsce w Giro dell’Appennino
- 2. miejsce w Czech Tour
- 2. miejsce w Tour de Pologne
  - 1. miejsce w klasyfikacji sprinterskiej
- 3. miejsce w GP Industria & Artigianato di Larciano

## Starty w Wielkich Tourach
| Grand Tour | 2011 | 2012 | 2013 | 2014 | 2015 | 2016 | 2017 | 2018 | 2019 | 2020 | 2021 | 2022 | 2023 |
| ---------- | ---- | ---- | ---- | ---- | ---- | ---- | ---- | ---- | ---- | ---- | ---- | ---- | ---- |
| Giro       | 41.  | 21.  | -    | DNF  | 64.  | 21.  | -    | 28.  | 42.  | 38.  | 17.  | 37.  | 28.  |
| Tour       | -    | -    | -    | -    | -    | -    | 39.  | -    | -    | -    | -    | -    | -    |
| Vuelta     | -    | -    | 32.  | -    | -    | -    | -    | -    | -    | -    | -    | -    | -    |

## Rankingi
| Rok                | 2009 | 2010 | 2011 | 2012 | 2013 | 2014 | 2015 | 2016 | 2017 | 2018 | 2019 | 2020 | 2021 | 2022 | 2023 | 2024 |
| ------------------ | ---- | ---- | ---- | ---- | ---- | ---- | ---- | ---- | ---- | ---- | ---- | ---- | ---- | ---- | ---- | ---- |
| UCI World Calendar | -    | 233. |      |      |      |      |      |      |      |      |      |      |      |      |      |      |
| UCI World Tour     |      |      | 130. | 106. | 87.  | 42.  | 48.  | 36.  | 16.  | 31.  |      |      |      |      |      |      |
| World Ranking      |      |      |      |      |      |      |      | 9.   | 15.  | 44.  | 13.  | 8.   | 46.  | 57.  | 102. | 49.  |
| UCI Europe Tour    | 676. |      |      |      |      |      |      | 7.   | 37.  | 422. | 12.  | 7.   | 38.  | 48.  | 83.  | 39.  |
| UCI Asia Tour      | -    |      |      |      |      |      |      | 61.  | -    | -    |      |      |      |      |      |      |
|                    |      |      |      |      |      |      |      |      |      |      |      |      |      |      |      |      |
| Źródło: UCI        |      |      |      |      |      |      |      |      |      |      |      |      |      |      |      |      |